# Maksymilian Emmer
Maksymilian Emmer – polski scenarzysta, reżyser i krytyk filmowy związany ze środowiskiem awangardzistów.

## Twórczość filmowa
W 1931 r. Maksymilan Emmer i Andrzej Wolica uczestniczyli w realizacji filmu krótkometrażowego o charakterze reportażowym Narodziny i życie gazety w reżyserii Aleksandra Forda. Główna idea filmu opierała się na ukazaniu tego, co kryje się za prostymi informacjami prasowymi z rubryki „Kronika miejska”, a następnie konfrontowanie ich z autentycznymi miejscami, do których się odnosiły. Kontynuacją tematu gazety, a zarazem „kroniki blasków i cieni wielkiego miasta” był dramat „Legion ulicy” (1932). Produkcja Forda do scenariusza Emmera i Wolicy opowiadała historię Józka, który w obliczu choroby matki, postanawia zostać gazeciarzem. Legion ulicy spotkała z pozytywnym odzewem ze strony krytyków i publiczności, w tym czytelników „Kina” (złoty medal za rok 1932), „ABC” i „Expressu Porannego”.
W 1934 r. Emmer i Jerzy Maliniak byli odpowiedzialni za zdjęcia do filmu propagandowego Budujemy Wandy Jakubowskiej i Eugeniusza Cękalskiego. Zamówiony przez Warszawską
Spółdzielnię Mieszkaniową film poświęcony był budowaniu osiedli podmiejskich i propagowaniu
nowoczesnego budownictwa mieszkaniowego.
W 1935 r. Emmer powrócił do współpracy z Aleksandrem Fordem. Według jego pomysłu Ford napisał scenariusz i wyreżyserował film krótkometrażowy o tematyce sportowej Na start!. Dzieło otrzymało III Nagrodę w konkursie na najlepszy film sportowy Państwowego Urzędu Wychowania Fizycznego.
W tym samym roku Emmer i Jerzy Maliniak wyjechali na Polesie. Podróż ta zaowocowała realizacją cyklu reportażowego Polesie, obejmującego 4 części: Burza, Na wodnych szlakach, Horodno. Miasteczko glinianych garnków i Polesie. Reportaż z krainy tęsknych pieśni. Za ostatnią z nich twórcy zostali nagrodzeni w 1936 r. Srebrnym Medalem na IV Międzynarodowym Festiwalu Filmowym w Wenecji. Jednocześnie dzieło Emmera i Maliniaka stało się pierwszym polskim filmem krótkometrażowym, który otrzymał to wyróżnienie. Mieczysław Sztycer z „Filmu” napisał, że „jest jakaś okrutna beznadziejność w tym leniwym, powolnym bytowaniu ludzi, w ich walce z naturą, która ich żywi, w ich dniu powszedniej pracy i świątecznej radości. Tym więc trudniej było uchwycić z tematu o nieruchomym, statycznym charakterze – materiał wartościowy kinowo, ruchowy i dynamiczny. Udało się to w zupełności reżyserom Polesia, którzy uniknęli dłużyzn, jałowej refleksji, tak dokuczliwej w filmach sowieckich na tematy ludowe”.
W 1937 r. Emmer zrealizował reportaż Hajnówka ze zdjęciami Jerzego Maliniaka na temat wyrębu drzewa w Puszczy Białowieskiej. Rok później ukazał się film propagandowo-państwowy Wymarsz na Zaolzie. Oprócz Emmera pracowali nad nim Edmund Byczyński, Jerzy Maliniak, S. Rodowicz, Tadeusz Solecki, Jerzy Stefanowski, D. Stocki i Stanisław Wohl. Ponadto Emmer i Maliniak przygotowali animację Ołowiane żołnierzyki.
Przed wybuchem II wojny światowej filmowiec we współpracy z Maliniakiem stworzył jeszcze dwie produkcje Narodziny leku i W służbie lecznictwa. Ostatni ze wspomnianych filmów był jedną z nielicznych prób nadania produkcji krótkometrażowej charakteru naukowego. Łączył się w nim wysoki poziom artystyczny z przystępną formą w przekazaniu odbiorcy skomplikowanego procesu wytwarzania leków.
Jeden ze współzałożycieli Zrzeszenia Producentów Filmów Krótkometrażowych w Polsce.

## Filmografia
| Rok  | Tytuł | Reżyser | Scenarzysta | Uwagi                                                                |
| ---- | --- | ------- | ----------- | -------------------------------------------------------------------- |
| 1931 | Narodziny i życie gazety |         |             | film krótkometrażowy; realizacja                                     |
| 1932 | Legion ulicy |         | T           | we współpracy z Andrzejem Wolicą                                     |
| 1934 | Budujemy |         |             | zdjęcia z Jerzym Maliniakiem; film propagandowy                      |
| 1935 | Na start! |         |             | film krótkometrażowy; pomysł                                         |
| 1936 | Cykl Polesie (Burza, Na wodnych szlakach, Horodno. Miasteczko glinianych garnków i Polesie. Reportaż z krainy tęsknych pieśni) | T       | T           | filmy krótkometrażowe współrealizowane z Jerzym Maliniakiem          |
| 1937 | Hajnówka | T       | T           | film krótkometrażowy                                                 |
| 1938 | Wymarsz na Zaolzie |         |             | film propagandowo-państwowy; współrealizacja                         |
| 1938 | Ołowiane żołnierzyki | T       | T           | animowany film krótkometrażowy współrealizowany z Jerzym Maliniakiem |
| 1939 | Narodziny leku | T       | T           | film krótkometrażowy współrealizowany z Jerzym Maliniakiem           |
| 1939 | W służbie lecznictwa | T       | T           | film krótkometrażowy                                                 |